# Celleporaria macrodon
Celleporaria macrodon är en mossdjursart som beskrevs av Gordon 1993. Celleporaria macrodon ingår i släktet Celleporaria och familjen Lepraliellidae. Inga underarter finns listade i Catalogue of Life.